# EA Gothenburg
EA Gothenburg (anciennement Ghost Games) est un studio suédois de développement de jeu vidéo appartenant à Electronic Arts et connu pour avoir développé plusieurs opus de la série Need for Speed.
Le studio est de nouveau renommé EA Gothenburg le 12 février 2020.

## Ludographie
- 2013 : Need for Speed: Rivals (développement additionnel)
- 2015 : Need for Speed
- 2017 : Need for Speed Payback
- 2019 : Need for Speed Heat